# Gordon Canfield

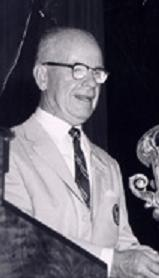
Gordon Canfield

Gordon Canfield (* 15. April 1898 in Salamanca, Cattaraugus County, New York; † 20. Juni 1972 in Hawthorne, New Jersey) war ein US-amerikanischer Politiker. Zwischen 1941 und 1961 vertrat er den Bundesstaat New Jersey im US-Repräsentantenhaus.

## Leben
Gordon Canfield besuchte die öffentlichen Schulen in Binghamton. Während des Ersten Weltkrieges diente er in den Jahren 1917 und 1918 in der United States Army. Zwischen 1919 und 1923 arbeitete er als Reporter. Nach einem anschließenden Jurastudium an der New Jersey Law School und der George Washington University wurde er 1927 als Rechtsanwalt zugelassen. Zwischen 1923 und 1940 war Canfield Sekretär des Kongressabgeordneten George N. Seger. Politisch war er Mitglied der Republikanischen Partei.
Bei den Kongresswahlen des Jahres 1940 wurde Canfield im achten Wahlbezirk von New Jersey in das US-Repräsentantenhaus in Washington, D.C. gewählt, wo er am 3. Januar 1941 Segers Nachfolge antrat. Nach neun Wiederwahlen konnte er bis zum 3. Januar 1961 zehn Legislaturperioden im Kongress absolvieren. Seit 1941 war auch die Arbeit des Kongresses von den Ereignissen des Zweiten Weltkrieges und dessen Folgen geprägt. Im Kongress erlebte Canfield auch den Beginn des Kalten Krieges, den Koreakrieg und innenpolitisch die Bürgerrechtsbewegung. Im Jahr 1951 wurde der 22. Verfassungszusatz ratifiziert. Während der Sitzungspause des Kongresses im Jahr 1944 diente Canfield für einige Zeit als einfacher Matrose in der Handelsmarine im Nordatlantik. Er war auch einer der ersten Kongressabgeordneten, die das Konzentrationslager Buchenwald besichtigten.
Im Jahr 1960 verzichtete Gordon Canfield auf eine weitere Kandidatur. Nach dem Ende seiner Zeit im US-Repräsentantenhaus wurde er Direktor bei der National Housing Conference. Außerdem war er Direktor der First Federal Savings and Loan Association of Paterson. Er starb am 20. Juni 1972 in Hawthorne.